# Lijst van burgemeesters van Sluis
Dit is een lijst van burgemeesters van de Nederlandse gemeente Sluis in de provincie Zeeland. Tot 1 januari 1995 was Sluis een zelfstandige gemeente. Op die datum fuseerde de vanaf die datum voormalige gemeente Sluis met de gemeente Aardenburg tot Sluis-Aardenburg. Na een fusie met Oostburg op 1 januari 2003 is 'Sluis' weer de naam van de gemeente.
| Ambtsperiode                         | Naam burgemeester                                   | Leven     | Partij of stroming | Bijzonderheden |
| ------------------------------------ | --------------------------------------------------- | --------- | ------------------ | --- |
| 14e eeuw                             | Jan Buuc                                            |           |                    | |
| 1796 - 1797                          | Willem Ermerins                                     | 1749-1812 |                    | agent municipal |
| 1797 - 1798                          | Jervaas de Jongen                                   |           |                    | agent municipal |
| 1798 - 1799                          | Johannes Moelaert                                   | 1734-1808 |                    | agent municipal |
| 1799 - 1801                          | dr. Godefridus Wilhelmus Callenfels                 | 1756-1822 |                    | agent municipal, provisioneel maire                                                                                        |
| 1801 - 1811                          | Willem Ermerins                                     | 1749-1812 |                    | nu maire |
| 1811 - 1828                          | Johannes Jacobus Hennequin                          | 1773-1828 |                    | maire, burgemeester, 1816 president-burgemeester; tevens lid van provinciale staten van Zeeland                            |
| 1816 - 1822                          | dr. Godefridus Wilhelmus Callenfels                 | 1756-1822 |                    | nu burgemeester, 1822 president-burgemeester                                                                               |
| 1823 - 1824                          | Jacob Petrus van Weenegem Ferleman                  | 1755-1837 |                    | eerder directeur du Cadzand; bleef aan als wethouder van Sluis                                                             |
| 1829 - 1835                          | Andries Blankert                                    | 1780-1835 |                    | was gemeentesecretaris van Sluis                                                                                           |
| 1835 - 1852                          | Jan Benedictus Bekaar                               | 1790-1871 |                    | eerder raadslid van Sluis, later wethouder van Sluis                                                                       |
| 1852 - 1855                          | Philip François Hennequin                           | 1799-1866 |                    | eerder opperstrandvonder; tevens burgemeester van Heille en Sint Anna ter Muiden; oomzegger van Johannes Jacobus Hennequin |
| 1855 - 1905                          | Jacob Hendrik Hennequin                             | 1820-1910 |                    | eerder gemeentesecretaris/ontvanger van Heille; oomzegger van zijn voorganger en schoonzoon van Jan Benedictus Bekaar      |
| 1905 - 1908                          | Cornelis Pieter Isaak Dommisse                      | 1866-1943 |                    | |
| 1908 - 1917                          | Justus Elisa Boogaard                               | 1882-1917 |                    | |
| 1917 - 1938                          | Johannes Cornelis Arnoldus Laurentius Berkers       | 1873-1948 |                    | |
| 1938 - 1950                          | Alphonsius Franciscus Josephus Aernoudts            | 1885-1978 |                    | was wethouder van Sluis |
| 1950 - 1970                          | Prudent Felix van Hootegem                          | 1900-1985 |                    | was gemeentesecretaris van Sluis, vanaf 1965 waarnemend burgemeester                                                       |
| 1970 - 1980                          | mr. Herman Pieter Louis van den Beld                | 1915-1994 | VVD                | |
| 1981 - 1987                          | mr. Jacobus Josephus Petrus Maria (Jack) Asselbergs | geb. 1945 | VVD                | werd burgemeester van Zierikzee                                                                                            |
| 1987 - 1995                          | Marinus Leendert (Rinus) Everaers                   | geb. 1946 | VVD                | werd burgemeester van Noord-Beveland                                                                                       |
| Gemeente Sluis-Aardenburg            |                                                     |           |                    | |
| 1995 - 2001                          | Cornelis Johannes (Cees) van Liere                  | geb. 1948 | VVD                | was burgemeester van Putte, werd burgemeester van Noord-Beveland                                                           |
| 2001 - 2003                          | Bernardus Joannes (Ben) Straatsma                   | geb. 1942 | PvdA               | waarnemend |
| Gemeente Sluis                       |                                                     |           |                    | |
| 2003                                 | Enno Jan Brommet                                    | 1946-2017 | PvdA               | waarnemend; was burgemeester van Egmond, werd waarnemend burgemeester van Harenkarspel                                     |
| 2003 - 2011                          | Jaap (J.F.) Sala                                    | geb. 1949 | PvdA               | was burgemeester van Wageningen                                                                                            |
| 2011 - 30 juni 2013                  | Jacques Suurmond                                    | geb. 1946 | VVD                | waarnemend; eerder lid van provinciale staten en van gedeputeerde staten van Zeeland, was wethouder van Vlissingen         |
| 1 juli 2013 - 9 januari 2017         | mr.drs. Annemiek (A.M.M.) Jetten                    | geb. 1963 | PvdA               | , werd burgemeester van Vlaardingen                                                                                        |
| 11 januari 2017 - 4 oktober 2017 mr. | Petrus Alphonsus Gaston (Peter) Cammaert            | geb. 1950 | CDA                | waarnemend, was waarnemend burgemeester van Roermond                                                                       |
| 6 oktober 2017 - heden               | Marga (M.M.D.) Vermue-Vermue                        | geb. 1962 | CDA                | , was burgemeester van Cranendonck                                                                                         |